# Битка при Мутина (193 пр.н.е.)
Битката при Мутина (Mutina) e битка през 193 пр.н.е. между Римската република и келтските боии при Мутина (днес Модена в Италия). Завършва с победа на римляните.
Състои се следващата година след битката при Плаценция през 194 пр.н.е. Командир на римската войска е консулът на годината Луций Корнелий Мерула, който след това получава триумф.